# 松江博物馆
松江博物馆位于上海市松江区松江镇中山东路233号，是一家綜合性的地方性博物馆。

## 历史
松江博物馆的前身是始建于1915年1月24日的松江县教育图书博物馆，于1937年在战争中被毁。 1957年再次筹建，并于1984年2月建成。2003年底進行改擴建，2004年底再度開館。博物馆的建筑面积1800平米，展区1200平米。 博物馆的展品以松江地区为主，有陶瓷、金属器、玉器、木器等5000多件，古籍2000多套。博物馆中的碑廊为最大特色，包括《松江急就章碑》、《赵孟自画像石刻》、《三文敏公心经碑》等。

## 参观信息
- 开放时间： 9:00－16:00，周二～周日开放。